# ミシェル・ブラヴェ
ミシェル・ブラヴェ（Michel Blavet, 1700年3月13日 ブザンソン - 1768年10月28日 パリ）はフランス王国のフルートのヴィルトゥオーソ、作曲家。
木地屋（轆轤師）の家庭に生まれる。フルート奏者として有名。テレマンやクヴァンツが絶賛した。フルートを通例とは逆に左向きに握って吹いたと言われている。
40歳になるまで、ルイ15世の私的な楽団やパリのオーケストラで首席フルート奏者を務めた。フリードリヒ2世に宮廷楽団員の地位を打診されたが、断っており、結局ヨアヒム・クヴァンツが高額の報酬を得てその座に就いた。
ブラヴェの現存する作品に、1つのコンチェルトや3巻のソナタ集がある。